# Amilcare Anguissola
Amilcare Anguissola (Napoli, 23 febbraio 1820 – Napoli, 16 aprile 1901) è stato un nobile, militare e politico italiano.
È stato deputato nell'VIII e nella XIII legislatura del Regno d'Italia.

## Biografia[1]
Nacque a Napoli il 23 febbraio 1820. Apparteneva ad una famiglia nobile, insignita del titolo di conti, originaria dell'Emilia.

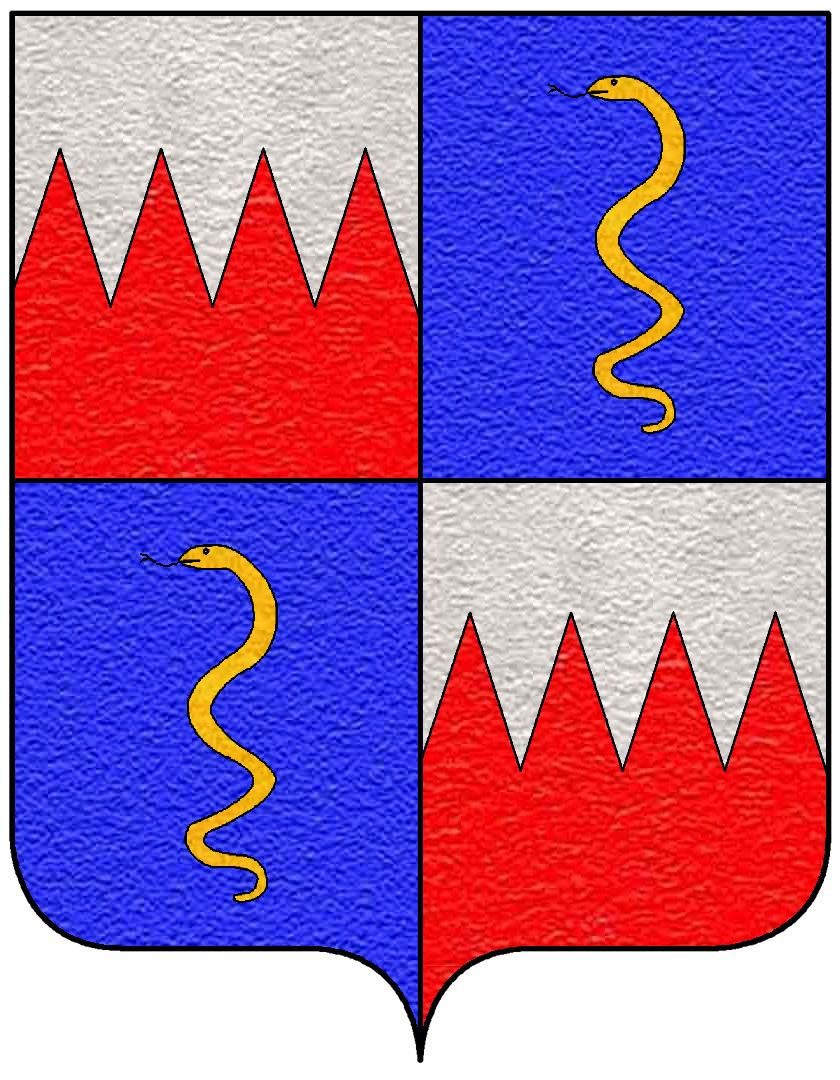
Stemma Anguissola

Entrò nella Marina Militare nel 1837 e partecipò alla campagna napoletana nell'Adriatico del 1848.
Nel 1860, comandante di fregata sulla corvetta a ruote "Veloce", si schierò con le forze rivoluzionarie di Garibaldi, che volevano l'Unità d'Italia. La nave venne ribattezzata "Tüköry" e l'11 luglio catturò due navi mercantili napoletane, ed in seguito venne impiegata nello scontro di Milazzo. Tuttavia l'equipaggio si volle ritirare in seguito al primo fallimento.
Dal 20 settembre al 18 ottobre 1860 Anguissola presiedette all'amministrazione della marina siciliana, cercando di far assimilare quest'ultima alla marina sarda. Il 19 ottobre venne promosso a contrammiraglio.
Nel 1863 fu chiamato al comando del dipartimento di Genova; il suo ultimo incarico fu il comando della Divisione navale dell'America Meridionale dal giugno del 1867 al giugno del 1868.
Fu deputato dell'VIII legislatura del Regno d'Italia nel 1861 e nella XIII nel 1876.
Morì a Napoli il 16 aprile 1901.